# Manuel Domínguez Cerda
Manuel Domínguez Cerda (Santiago, 4 de abril de 1867 - Ibídem, 25 de septiembre de 1922) fue un pionero de la industria fílmica chilena y  entusiasta aficionado a la fotografía cuando esta era una práctica aún en ciernes en el país. Su producción destaca por el uso de la técnica estereoscópica.

## Biografía
Nacido el 4 de abril de 1867 en el seno de una familia acaudalada, cursó inicialmente la carrera de Derecho, para luego dedicarse al periodismo, a la fotografía y al cinematógrafo. Se casó en 1891 con Rosa Casanueva Opazo, con quien formó una familia de once hijos.
En 1902, fundó junto con su cuñado Carlos Casanueva Opazo, futuro rector de la Universidad Católica, el Diario Popular, órgano de la Iglesia destinado a apoyar la difusión de los postulados del catolicismo social y mejorar las condiciones de vida de los más pobres. En 1906, cuando el Arzobispo de Santiago confió a Casanueva la dirección del diario La Unión de Valparaíso, Domínguez siguió a su cuñado, desempeñándose como administrador del diario hasta 1909.
Paralelamente, hacia 1905 se inició como fotógrafo aficionado, retratando a familiares durante sus quehaceres diarios, y en sus lugares de veraneo (Las Cruces, San Bernardo), así como también los paisajes urbanos y rurales de Chile. Su fotografía se convirtió en un registro de la vida cotidiana y de los cambios experimentados por la sociedad chilena en los años del Centenario. Su trabajo, que abarca alrededor de diez años (1905-1915), se destaca en lo técnico por el uso de la estereoscopía, procedimiento que permite la visión en profundidad de una toma mediante el uso de una cámara especial.
A partir de 1909 se desempeñó como gerente del Teatro Unión Central en Santiago, de propiedad de la Universidad Católica. En este espacio, pionero en la difusión de las artes en Chile -allí se realizaron los primeros conciertos sinfónicos y se proyectó la primera película de cine en el país, en 1896-, se fue gestando la afición de Domínguez por el cinematógrafo que lo impulsaría a realizar, algunos años más tarde, su propio cortometraje: Santiago antiguo, estrenado el 15 de octubre de 1915. Para producir la cinta fundó la empresa The Chile Film Co., contando con la colaboración del italiano Salvador Giambastiani, quien -a falta de técnicos locales- estuvo a cargo de la filmación.
De sus últimos años, poco se sabe, salvo que falleció en su hogar de la calle Estado, en Santiago, el 25 de septiembre de 1922.

### Obra Fotográfica
Una de las novedades que don Manuel introdujo en Chile, fue la Estereografía. Esta técnica consistía en el uso de una cámara especial, con dos lentes posicionados horizontalmente, a una distancia similar a la separación de los ojos. Al tomar la foto, en realidad se toman dos de manera simultánea, que después de reveladas, y posicionándolas cerca de la vista, son capaces de reproducir la escena en 3D.

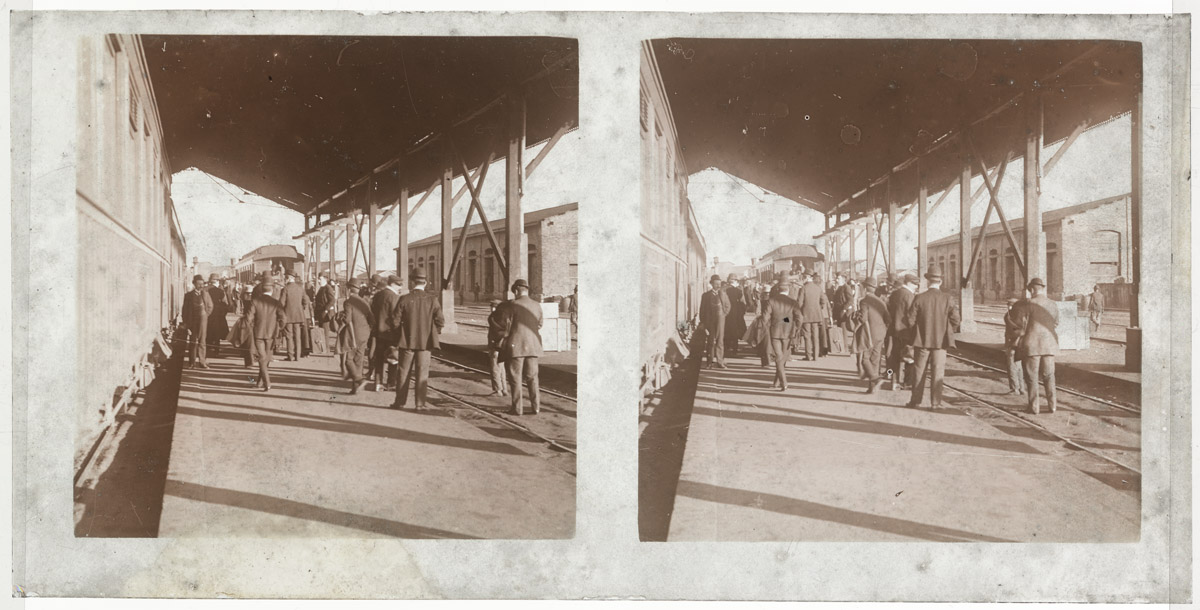
El Andén, De Manuel Domínguez Cerda